# Aziz Kayondo
Aziz Abdu Kayondo, né le 6 octobre 2002 à Kalungu, est un footballeur international ougandais qui joue au poste d'arrière gauche au Slovan Liberec

## Biographie

### En club
Né à Kalungu en Ouganda, Aziz Kayondo est formé par le Vipers SC, où il commence sa carrière professionnelle,.
Début 2022, il est transféré au MFK Vyškov (en) en Tchéquie, avant d'être tout de suite prêté aux Real Monarchs en MLS Next Pro,,.

### En sélection
International avec les moins de 20 ans de l'Ouganda, il prend part à la CAN de la catégorie en 2021,.
Il joue six matchs lors de cette compétition, qui voit l'Ouganda atteindre la finale, où il s'incline face au Ghana,.
En janvier 2021, Aziz Kayondo est convoqué pour la première fois avec l'équipe senior d'Ouganda. Il honore sa première sélection le 18 janvier 2021.

## Palmarès
Ouganda -20 ans
- Coupe d'Afrique des nations
  - Finaliste en 2021

### Distinctions personnelles
- Membre de l'équipe type de la Coupe d'Afrique des nations des moins de 20 ans en 2021